# Georg Schleicher
Georg Schleicher (* 10. Juni 1893 in Coburg; † 8. April 1976 in Bamberg) war ein deutscher Bildhauer vor allem sakraler Kunst, Kunsthandwerker und Musiker, der hauptsächlich im Raum Bamberg aktiv war.

## Leben

### Jugend und Ausbildung

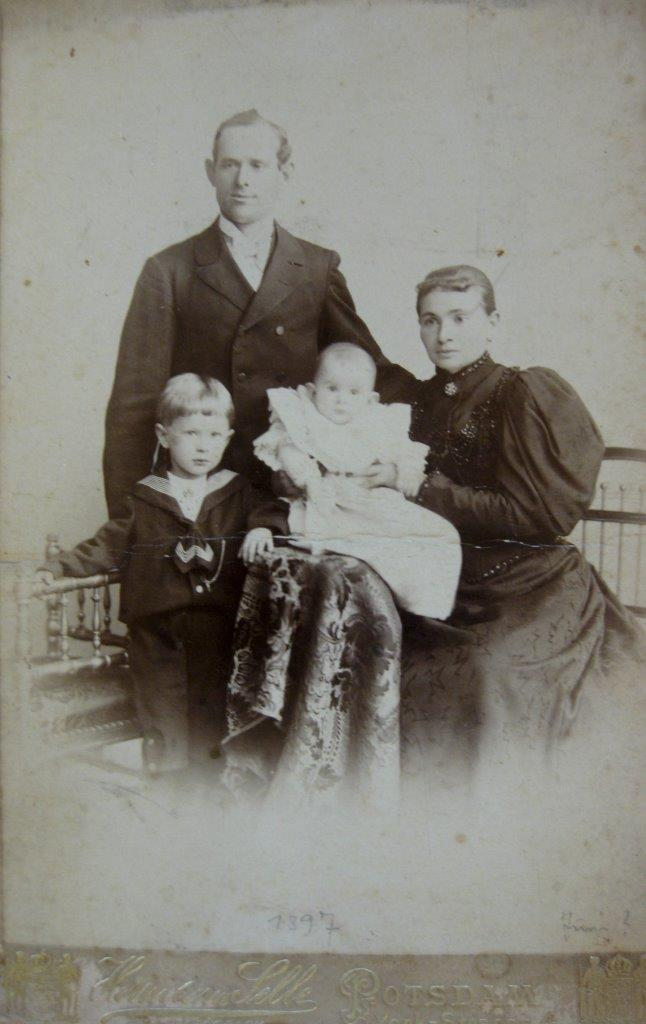
Familie Schleicher in Potsdam (1897)

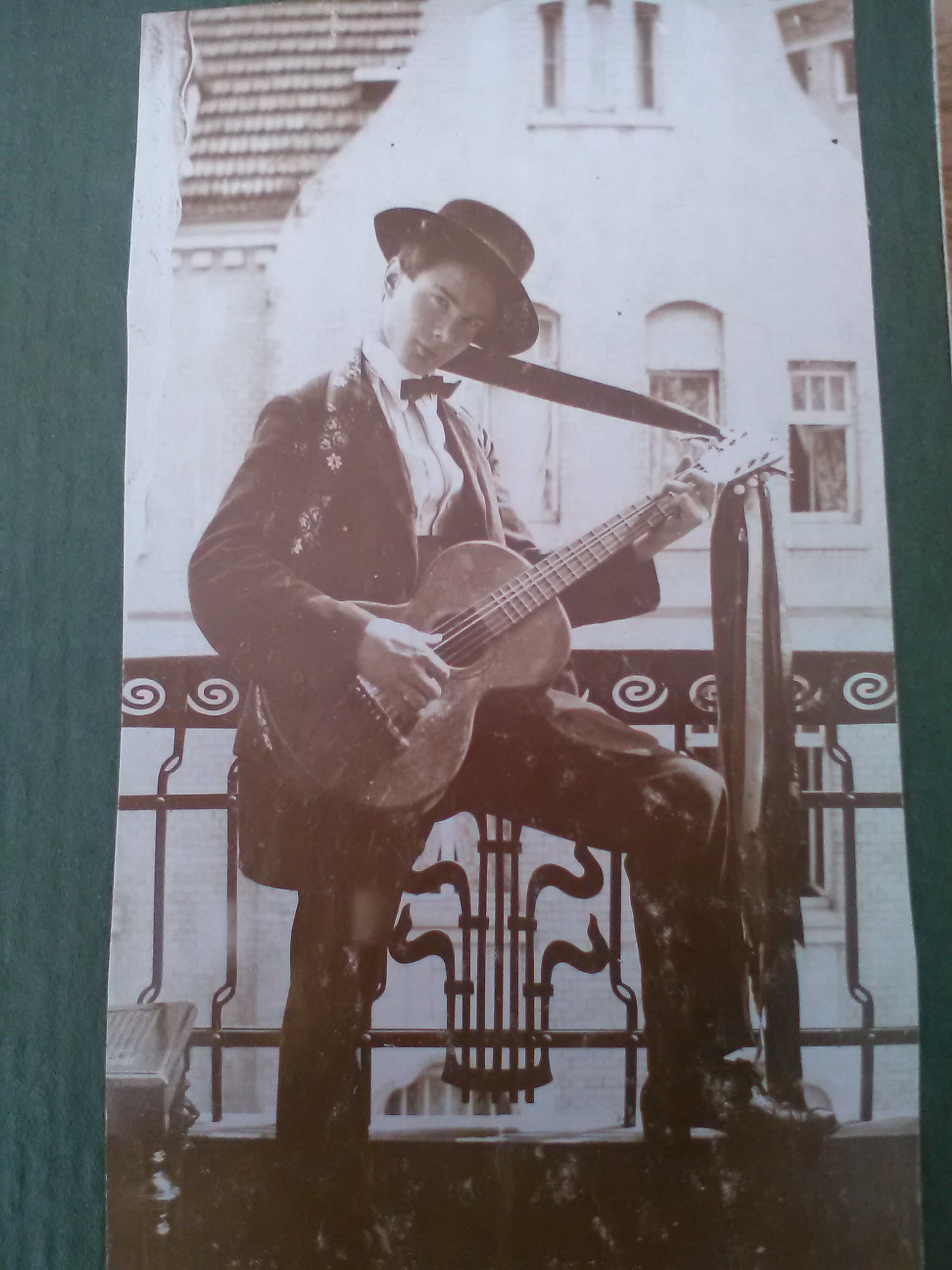
Georg Schleicher, Gitarrist (1912)

Georg Schleicher wurde am 10. Juni 1893 in Coburg geboren. Sein Vater Adam stand als Hofkutscher im Dienst des Erbprinzen Alfred von Sachsen-Coburg und Gotha und durfte Georgs Mutter Anna Maria Schuster erst drei Jahre später mit herrschaftlichem Heiratskonsens des Erbprinzen ehelichen. Daher wuchs Georg die ersten drei Lebensjahre in Pflege bei Verwandten auf. Die Kindheit war von ständigen Umzügen mit dem Hofstaat geprägt: Coburg, Potsdam, Darmstadt, Langenburg. Bereits an der Lateinschule in Langenburg wurde sein Talent im Holzschnitzen entdeckt und gefördert. 1905 erhielt er von seinem Vater eine Querflöte, deren Spiel er sich autodidaktisch beibrachte. Das Erlernen weiterer Instrumente folgte.
1907 begann er eine vierjährige Bildhauerlehre in der staatlichen Lehrwerkstätte, bei Anton Leins in Horb am Neckar. Ab Herbst 1910 bis März 1912 besuchte er die Kunstgewerbeschule in Stuttgart und belegte dort die Fächer „Aktmodellieren, Zeichnen, auch nach Gipsmodellen Ornamentzeichnen und -modellieren“ sowie Kunstgeschichte. Während seiner Freizeit spielte er als Flötist und Gitarrist in einer Tanzkapelle.
Am 4. April 1911 schloss Georg Schleicher die Ausbildung mit der Gesellenprüfung ab. Sein Gesellenstück, die Büste „Christus mit Dornenkrone“, gewann den 1. Preis (ein Sparbuch über 20 Goldmark).Er widmete die Büste Prinzessin Alexandra von Sachsen-Coburg und Gotha, Fürstin zu Hohenlohe-Langenburg, die ihn bei seiner Ausbildung an der Kunstgewerbeschule unterstützt hatte.
Die Schule beendete er im März 1912. Nach einigen Übergangsarbeiten erhielt Georg Schleicher im Frühjahr 1913 eine Anstellung als Volontär in der Bildhauerwerkstatt von Anton Bauer in Bamberg. Dort erlernte er neue Techniken, führte Gips- und Antragsbildhauerei aus und arbeitete als Restaurator. Aufträge führten ihn u. a. nach Stadtsteinach und Schloss Pommersfelden (Muschelgrotte).
Mit Beginn des Ersten Weltkriegs wurde er zum Königlich Bayerisches 5. Infanterie-Regiment in Bamberg eingezogen. Nach Kriegsende war er August 1918 bis September 1919 in französischer Kriegsgefangenschaft.

### 1919 bis 1945
Zurück in Bamberg, arbeitete er zunächst wieder für Anton Bauer und wechselte schließlich im April 1920 in die Werkstatt von Franz Bauer.
Am 12. September 1921 heiratete er Käthe Dürner und wohnte mit ihr am Marienplatz 18, wo er am 1. Mai 1922 eine eigene Werkstatt für „Kirchliche und profane Plastik in Holz und Stuck“ eröffnete.
1923 wurde Tochter Erika geboren.
In den nachfolgenden Jahren des Aufschwungs wurde Schleicher in der fränkischen Region zu einem anerkannten Bildhauer der christlichen Kunst (Œuvres: Christus-, Marien- und Heiligenfiguren). Auftraggeber waren Kirchenstiftungen und der Kunstgewerbehandel.
Am 7. Mai 1934 absolvierte Schleicher die Meisterprüfung im Bildhauer-Handwerk, damalige Voraussetzung den Beruf weiter auszuüben. Mit Kriegsbeginn 1939 ließen Aufträge für figürliche Kunst deutlich nach. Daher legte sich sein Fokus auf die Herstellung von kunsthandwerklichen Gebrauchsgegenständen. Von 1939 bis 1944 war er Kulturstellenleiter der Stadt Bamberg.
Ab 1940 wurde Georg Schleicher zudem Mitarbeiter im städtischen Bauamt, für das er schon vorher im Modellbau tätig war, unter anderem für den Entwurf eines neuen Bamberger Theaters (1937).

Neben dem Bildhauerberuf musizierte er weiterhin mit Akkordeon und Schlagzeug in verschiedenen Kapellen.

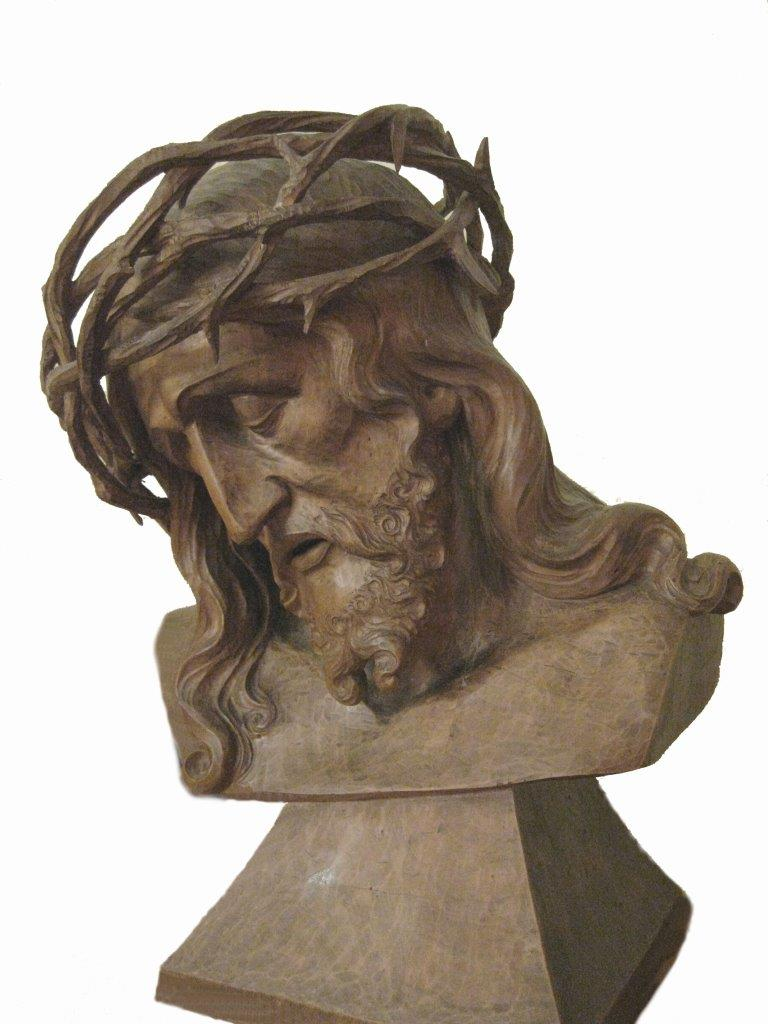
Christus mit Dornenkrone (1911)

### 1945 bis 1976
Von 1945 bis 1950 bildete er Tochter Erika in seiner Werkstatt im Modellieren und in der Bildhauerei aus.
1951 trat er in den Berufsverband Bildender Künstler (BBK) Bamberg ein.
Schleicher schuf nun überwiegend Kirchenausstattungen, fertigte Heiligenfiguren, Kriegerehrenmale, Kreuzesdarstellungen, Krippen und zahlreiche Grabdenkmale innerhalb der Erzdiözese Bamberg.
Nach einem Unfall im Januar 1962 ließ seine bildhauerische Schaffenskraft nach.
Georg Schleicher starb in Bamberg am 8. April 1976.

## Werke

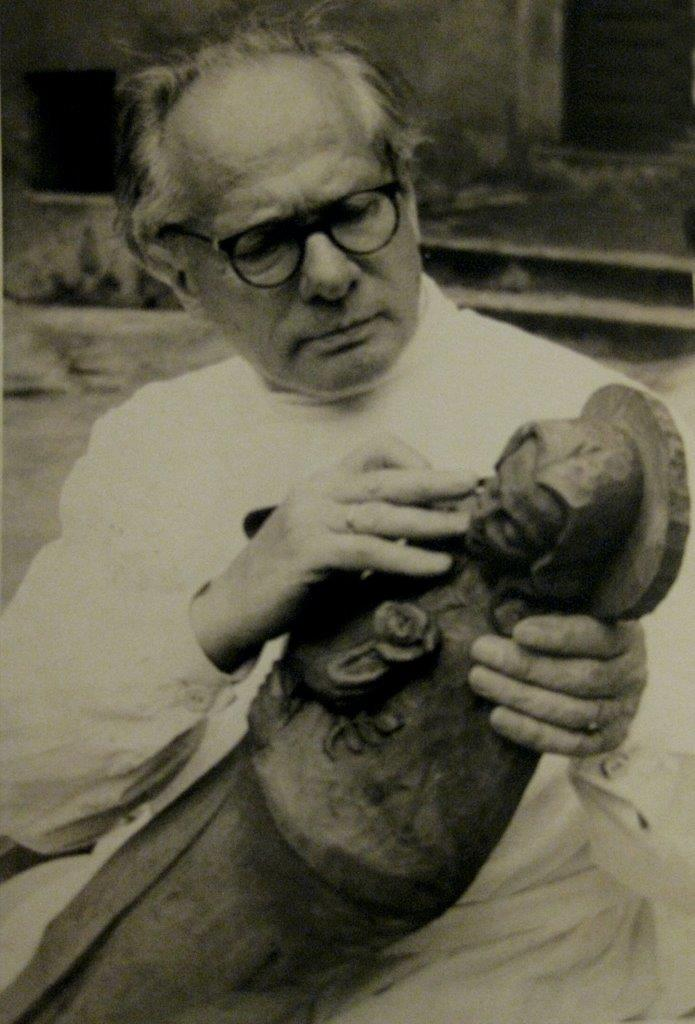
Bildhauer Georg Schleicher in den 1950er Jahren

Der Blick in Georg Schleichers Werkfotoalbum „1922–1936“ zeigt eine große Vorliebe für seine Kunst sowohl bei der Bamberger Bevölkerung, als auch bei den Pfarrgemeinden im Bamberger Erzbistum. Da es sich meist um die Ausstattung gotischer oder barocker Kircheninnenräume handelt, passte er neue Skulpturen stilsicher und einfühlsam in ihre historische Umgebung ein.

Dabei handelt es sich in einigen Fällen um herausragende Kopien. Besonders zu erwähnen ist die Nachbildung des hl. Christophorus aus Zapfendorf, einer hervorragenden spätgotischen Holzskulptur (Ende 15. Jahrhundert/Kriegsverlust), welche im November 1931 von der Kirchenstiftung Sassendorf in Auftrag gegeben worden war. Einfühlsame Ergänzungsarbeiten, wie ein Gekreuzigter zu einer frühbarocken Kreuzigungsgruppe als Begleiter der Figuren Maria und Lieblingsjünger Johannes (Oktober 1932) am Hochaltar in Ampferbach, zeigen sein großes Talent.

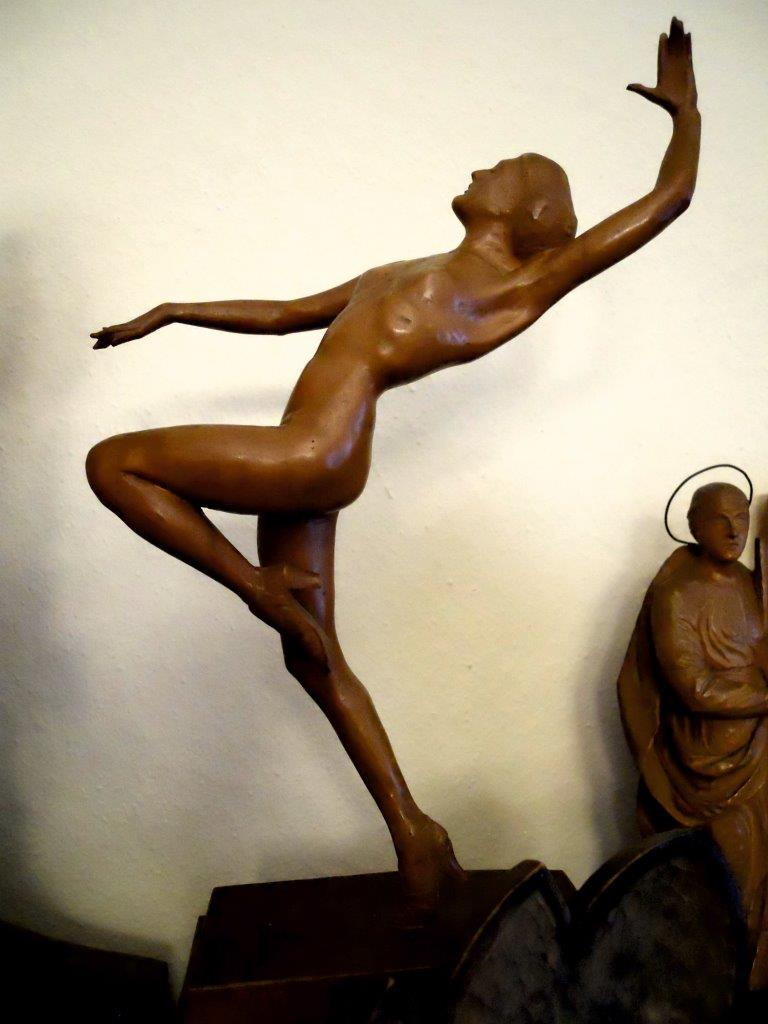
Tänzerin La Jana, von Georg Schleicher

Neben den Figurenkopien aus Gotik und Barock zeichnet sich sein eigener, eher nüchterner Stil, aber gerade deshalb sehr einprägsam und eindrucksvoll, durch hohe Sensibilität aus.
Als eigene Erfindung überrascht seine Verquickung einer „Herz-Jesu-Darstellung“ mit „Christkönig“ (u. a. für Zapfendorf, 11/1961).
Schlank und elegant, weich und grazil zeigen sich nicht nur sakrale Christus-, Marien- und Heiligenfiguren, sondern auch weltliche Figuren, wie z. B. seine eleganten Tänzerinnen.
Eine Gattung der Bildhauerkunst, die heute aufgrund hoher Witterungsunbeständigkeit selten und meist dem Verfall preisgegeben waren, sind hölzerne Wegweiser.
Seit Ende der 1920er Jahre stattete Georg Schleicher das Stadtgebiet von Bamberg mit humorvoll gestalteten Holzreliefdarstellungen aus. Der Hinweis zum Philosophenweg, zum Licht- und Luftbad, zum Botanischer Garten etc. oder Firmenaushänger prägten das Stadtbild. Nach Übernahme durch die Nationalsozialisten 1933 und die damit verbundene Gleichschaltung, auch in der Kunst, wurden die Motive dieser Auftragskunst politisch geprägt.
Auftragskunst für Bürgerhäuser (Villa Weyermann am Abtsberg), für das „Amerika-Haus“ (Indianerkind am Treppenabsatz) oder Gaststätteneinrichtungen („Weingeister“ für das Weinlokal „Gabelmann“ am Grünen Markt) waren die Folge seines großen Talents als Dekorationskünstler. Vom Themenwagen bis zum Orden prägten seine Entwürfe und Modellierungen das Bamberger Faschingsleben. In „schlechteren Zeiten“ fertigte er auch Gebrauchsgegenstände, wie Holzschalen, Lampenschirme, Dosen, Pfeifenköpfe, Leuchter für alle Bevölkerungsgruppen und Religionen.

Ausdrucksvoll gestaltete Büste der „Mater Dolorosa“, der Schmerzhaften Muttergottes (1930), die noch drei Jahre später im Rahmen einer Ausstellung bei „Görres“ von der Presse gewürdigt wurde.

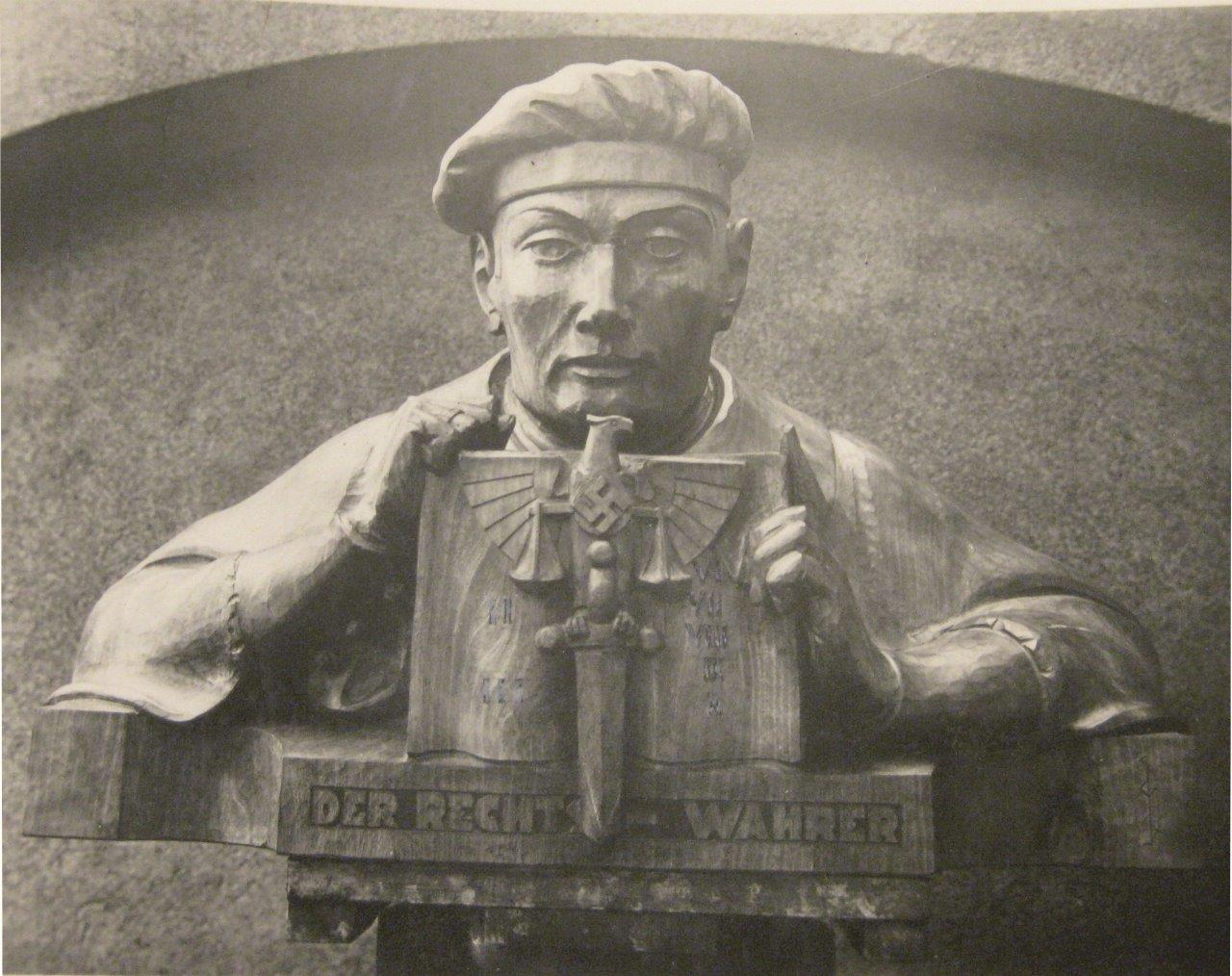
Rechtswahrer von Bildhauer Georg Schleicher im Auftrag von Rechtsanwalt Hans Wölfel, Bamberg

Eine Besonderheit war wohl der zwischen Februar und Juni 1936 von seinem Freund, Rechtsanwalt Hans Wölfel († 3. Juli 1944), in Auftrag gegebene „Rechts-Wahrer“ für dessen Kanzlei, mit Attributen „Waage der Gerechtigkeit, Gesetzesbuch mit den 10 Geboten, Richtschwert, Reichsadler und Hakenkreuz“.
Die Pietà (1952) für das Krieger-Ehrenmal in der Pfarrkirche von Ebensfeld ist Zeichen für seine große Qualität als „Kopist“, hier von einem Werk des Georg Spath nach einer Fotografie.
Der bekannte Bamberger Mundartdichter Hans Morper erwarb 1960 eine Hauskrippe (Weihnachtsdarstellung Josef, Maria, Kind, Ochs, Esel in einem Block) bei ihm.
Georg Schleichers letztes Werk war wohl der „Rübezahl“, Auftrag des Riesengebirgsvereins Bamberg, der am 12. Juli 1964 am Fuße der Altenburg aufstellt wurde.
Werke von Georg Schleicher existieren – laut Familienarchiv – u. a. in Ampferbach, Bad Windsheim, Bamberg (Caritas, Priesterseminar, Walburgisheim etc.), Breitengüßbach, Burgebrach, Burggrub, Dankenfeld, Ebensfeld, Ehrl, Fürth, Gerach, Hohenpölz, Kornhöfstadt, Ludwigschorgast, Maineck, Nordhalben, Pautzfeld, Plauen, Priegendorf, Sassendorf, Schnaittach, Stückbrunn, Tütschengereuth, Zapfendorf, aber auch in Baden-Württemberg (Langenburg), Hessen und in den USA.

## Ausstellungen
- 2004 „Bamberg im Modell. Architekturplanung und ihre Umsetzung“, Ausstellung des Stadtarchivs Bamberg 7; darin „Theater-Umbau: Gesamtmodell von 1937, von Bildhauer Georg Schleicher“ (Abb. 2), sowie sein Modell zur „Erweiterung des Rathauses 1939“ (Abb. 3), in: Ausstellungskatalog Bamberg 2004 S. 28–33.[5]
- 2019/2021: „Sensibilität siegt – eine künstlerische Gratwanderung Mitte des 20. Jahrhunderts, Georg Schleicher“, im Stadtmuseum Bad Staffelstein.[6]